# Через річку, через ліс
«Через річку, через ліс» (англ. Over the River and Through the Woods) — науково-фантастичне оповідання Кліффорда Сімака, вперше опубліковане журналом «Amazing Stories» у травні 1965 року.

## Сюжет
В 1896 рік до фермерів Джексона та Елен Форбс прийшли двоє дітей, яких їх батько відправив погостювати до своїх пра-пра-пра-бабусі і дідуся. В рюкзаках дітей були ліки для Елен проти раку, від якого вона мала б померти за 8 років та лист від дядька до батька дітей із воюючого Ізраіля, в якому йшлося про обмеженість часу для вирішення проблем збереження миру та цивілізації.
Очевидно батько дітей вирішив розв'язати проблеми 20-го століття змінами в минулому. І зробив перший крок для цього.